# Sandra Pires (piosenkarka)
Sandra Carla de Lopes Morato e Leal Pires (ur. 26 sierpnia 1969 w Dili) – portugalska piosenkarka i aktorka.

## Życiorys
Sandra Pires urodziła w Dili w Timorze Portugalskim. Początkowo wychowywali ją dziadkowie w Portugalii, a następnie jako nastolatka przeprowadziła się z rodzicami do Australii. W wieku 15 lat wygrała australijski talent show Pot of Gold i śpiewała z wieloma australijskimi zespołami, w tym Fifi Blue and The Flames i Spank You Very Much.
Podpisała kontrakt z wytwórnią BMG i w 1992 roku przeprowadziła się do Wiednia. W 1997 roku wydała anglojęzyczny cover „Here I AM” przeboju Erosa Ramazottiego „Adesso Tu”.
W 2005 roku zagrała Marię w The Sound of Music w Vienna Volksoper, po raz pierwszy musical ten wystawiono w Austrii, miejscu akcji. W 2010 roku zagrała Nellie Forbush w South Pacific, również w Volksoper.
W 2021 roku wygrała drugi sezon austriackiego programu The Masked Singer przebrana za małego słonia.

## Dyskografia

### Single
- Here I am 1997
- How long will it take 1999
- It’s Christmas 2001 (z Erwinem Kiennastem)
- I Feel so Alive 2008

### Albumy
- Sandra Pires and Erwin Kiennast: That’s Live 1996
- Sandra Pires 1998
- Meine Schwester das Biest (Ścieżka dźwiękowa) 2002
- Songs for Lea 2002

Destino 2006